# 19457 Robcastillo
19457 Robcastillo (1998 HE6) là một tiểu hành tinh nằm phía ngoài của vành đai chính được phát hiện ngày 21 tháng 4 năm 1998 bởi Khảo sát tiểu hành tinh OCA-DLR ở Caussols.